# Guy Husson
Guy Husson (Vitry-sur-Seine, Francia; 2 de marzo de 1931 – 18 de junio de 2025) fue un atleta francés especialista en lanzamiento de martillo.

## Carrera
Compitió internacionalmente con Francia de 1953 a 1970, donde participó en tres ediciones de los Juegos Olímpicos, la primera de ellas fue en Melbourne 1956 en la que avanzó hasta la final, donde terminó en el undécimo lugar entre 23 participantes. Su segunda aparición fue en Roma 1960 donde quedó fuera de la final luego de no superar los 60 metros, finalizando en la posición 16 entre 28 competidores; y su última aparición fue en Tokio 1964 donde no pudo avanzar a la final luego de terminar en el puesto 22 entre 25 participantes.
A nivel continental participó en las ediciones del campeonato europeo donde terminó en el puesto 17 en 1954 y en la posición 12 en 1958.
En los Juegos Mediterráneos ganó la medalla de plata en la edición de 1955 en Barcelona donde solo fue superado por Teseo Taddia de Italia que puso récord de los juegos, logro que repitió en la edición de 1963 en Nápoles, siendo derrotado por Zvonko Bezjak de Yugoslavia. Participó en los Juegos de la Francofonía en 1960 en Madagascar donde ganó la medalla de oro en lanzamiento de martillo y la de plata en lanzamiento de disco.
También compitió a nivel máster donde puso el récord nacional en 1987, 1996 y 2001, campeón nacional en 2004.

## Distinciones
- Récord nacional en Lanzamiento de martillo de 1954 a 1967 de 69.40 metros.
- Mejor lanzador de martillo de Francia por 15 años consecutivos.
- 15 títulos nacionales de Lanzamiento de martillo de manera consecutiva de 1954 a 1968.
- Miembro de los lanzadores de Francia de los años 1960 junto a Pierre Alard (disco), Michel Macquet (jabalina) y Pierre Colnard (bala).